# 龙尼·布林斯韦克
龙尼·布林斯韦克（荷蘭語發音：[ˈrɔni ˈbrʏnsʋɛik]；1961年3月7日—），蘇利南政治人物、商人、足球运动员、毒贩、前叛军领袖，曾任苏里南副总统。布林斯韦克曾在20世纪80年代初担任德西·鲍特瑟的私人保镖。